# 蒙特梅洛
蒙特梅洛，是西班牙加泰罗尼亚巴塞罗那省的一个市镇。总面积4平方公里，总人口8592人（2001年），人口密度2148人/平方公里。